# フェー・モールトン
フェー・モールトン（Fay R. Moulton、1876年4月7日 – 1945年2月19日）は、アメリカ合衆国の陸上競技選手である。20世紀初頭に短距離走者として名を上げた彼は、1904年セントルイスオリンピックと1906年アテネオリンピック で、合計2個のメダルを獲得している。

## 経歴
モールトンは陸上競技に取り組む他に、フットボールの選手として知られていた。1898年と1899年はカンザス・ジェイホークス（en:Kansas Jayhawks）の選手となり、1900年にはカンザスステート・ワイルドキャッツ（en:Kansas State Wildcats）の選手兼ヘッドコーチに就任している。
陸上競技選手としては、1904年のセントルイスオリンピックと1906年のアテネオリンピックに出場した。セントルイスオリンピックでは、60メートル走と100メートル競走及び200メートル走の3種目に出場して、60メートル走で銅メダルを獲得した。
2年後のアテネオリンピックでは、100メートル走と400メートル走に出場し、100メートル走で銀メダルを獲得している。
モールトンはカンザスステート・ワイルドキャッツで1年間選手兼コーチ業を勤め上げた後に、イェール・ロー・スクールに通い、1903年に卒業した。ロー・スクール在学中にはイェール大学の陸上競技部に入部した。後に、ミズーリ州カンザスシティで弁護士を務め、1945年に同地で没した。

## オリンピックでの成績
| 年   | 大会                     | 場所                     | 種目          | 結果 | 記録 |
| ---- | ------------------------ | ------------------------ | ------------- | ---- | ---- |
| 1904 | セントルイスオリンピック | セントルイス（アメリカ） | 60メートル走  | 3位  | 7秒2 |
| 1904 | セントルイスオリンピック | セントルイス（アメリカ） | 100メートル走 | 4位  |      |
| 1904 | セントルイスオリンピック | セントルイス（アメリカ） | 200メートル走 | 4位  |      |
| 1906 | アテネオリンピック       | アテネ（ギリシャ）       | 100メートル走 | 2位  |      |
| 1906 | アテネオリンピック       | アテネ（ギリシャ）       | 400メートル走 | 6位  |      |